# Muṣḥaf

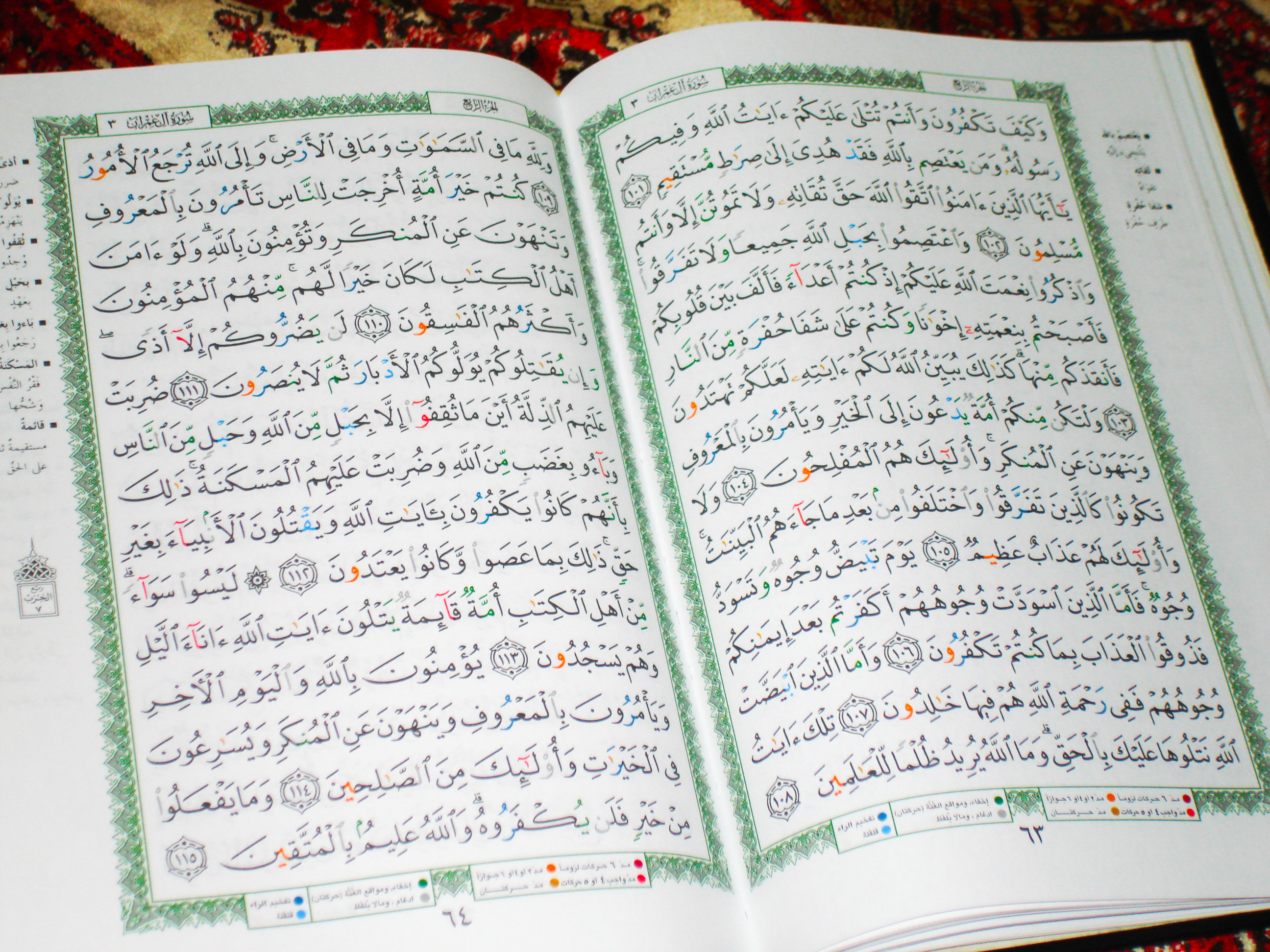
Mushaf al-Tajwīd, edición que incluye ayudas en la lectura para saber entonar o recitarlo correctamente

El muṣḥaf (en árabe, مُصْحَفْ, traducible como 'edición'), plural maṣāḥif (مَصَاحِف, 'ediciones') es un término árabe que se refiere al libro físico en el que está contenido el Corán, la palabra de Dios. Literalmente significa «las páginas entre dos cubiertas». En castellano se entiende como una copia o edición del Corán, el libro sagrado musulmán. En el ámbito no-religioso, un muṣḥaf puede referirse a un 'códice, manuscrito, impresión, tomo' o 'volumen'. 

## Historia
Los capítulos, azoras o suras del Corán fueron revelados a Mahoma en un periodo de su vida que los musulmanes creen de veintitrés años. Veintiuna de estas azoras fueron reveladas en La Meca (las mequíes) y veintiocho en Medina (las mediníes). Dos décadas más tarde, estos documentos se reunieron en una sola edición bajo el gobierno del tercer califa, Uzmán ibn Affán, y esta colección se ha convertido en la base de todas las maṣāḥif o copias del Corán posteriores hasta el día de hoy.
En árabe, el Corán o al-Qur'ān significa 'la recitación', y el Islam afirma que Mahoma lo recitó oralmente tras recibirlo del arcángel Gabriel. En cambio, muṣḥaf se refiere al libro físico. Cabe decir que este término no aparece escrito en el Corán mismo, el cual se refiere a sí mismo como kitāb (كِتَابٌ, 'libro'), que proviene de la raíz yaktubu (يَكْتُبُ 'escribir').

## Terminología
El término árabe proviene de otra lengua semítica extinta, el ge'ez መጽሐፍ (mäṣḥäf). Forma la raíz trilítera S-H-F (ص ح ف), de la que deriva sahīfa (sing.), suhuf (pl.), que son las hojas sobre las cuales el Corán fue recogido, y que en la actualidad también se refiere al periódico o periodismo.
A veces se puede encontrar escrito como mus'haf, para indicar a los no-nativos de árabe que la -sh- no conforman un dígrafo (como en la palabra show), sino que se pronuncian las consonantes por separado, las cuales incluyen un punto inferior (ṣḥ) para indicar guturalidad.